# DHCP
DHCP (eng. Dynamic Host Configuration Protocol) mrežni je protokol korišten od strane mrežnih računala za dodjeljivanje IP adresa i ostalih mrežnih postavki kao što su pretpostavljeni gateway, subnet maska i IP adrese DNS servera s DHCP servera. Olakšava konfiguraciju mreže jer eliminira ručno dodavanje osnovnih postavki za jednu računalnu mrežu. DHCP klijent se brine da su dodijeljene IP adrese ispravne i da u mreži nema sukoba adresa.
DHCP je prihvaćen kao standardni protokol u listopadu 1993. godine (RFC 1531). Posljednja definicija datira iz ožujka 1997. godine (RFC 2131). Najnovija nestandardna verzija protokola koja opisuje DHCPv6 u novom IPv6 okruženju je predstavljena u srpnju 2003. godine (RFC 3315).
Svrha DHCP servisa je da automatiziranom dodjelom adresa na mreži olakša i pojednostavi njenu administraciju. U tom procesu klijent i server razmjenjuju niz različitih poruka.
| DHCPDISCOVER | Klijentova broadcast poruka koja za cilj ima lociranje raspoloživih servera. |
| DHCPOFFER    | Poruka servera klijentu, koja sadrži ponudu konfiguracijskih parametara kao odgovor na DHCPDISCOVER. |
| DHCPREQUEST  | Klijentova poruka serverima koja (a) zahtjeva ponuđene parametre od jednog od servera te implicitno odbija ponude ostalih ili (b) potvrđuje ispravnost prethodno dodijeljene adrese nakon npr. restarta sustava, ili (c) produžuje najam (lease) određene mrežne adrese. |
| DHCPACK      | Poruka servera klijentu s konfiguracijskim parametrima uključujući dodijeljenu adresu. |
| DHCPNAK      | Poruka servera klijentu koja obavještava klijenta da mu adresa nije dobra (npr. klijent je prešao u drugi subnet) ili mu je najam adrese istekao. |
| DHCPDECLINE  | Klijentova poruka serveru o odbijanju ponuđene adrese (npr. klijent je ustanovio da se adresa već koristi |
| DHCPRELEASE  | Poruka klijenta serveru da odustaje od mrežne adrese i otkazuje preostali najam (lease). |
| DHCPINFORM   | Poruka klijenta serveru, u kojoj se traže samo parametari lpkalne konfiguracije; klijent već ima vanjski konfiguriranu mrežnu adresu. |

DHCP Lease
Kad računalo ili drugi uređaj (smartphone, printer, smart TV...) spojimo na novu mrežu, (žičanu ili bežičnu) pod uvjetom da već nema upisanu fiksnu adresu, pokreće se mehanizam traženja IP adrese i ostalih parametara potrebnih za njegovo funkcioniranje na mreži, takozvano INIT stanje
IP adresa identificira uređaj na mreži i omogućuje mu lokalni pristup te pristup internetu.
Procedura dodjele IP adrese kreće tako da uređaj na broadcast adesu mreže pošalje zahtjev koji zovemo DHCPDISCOVER a traži da mu se javi DHCP server koji je voljan dodijeliti IP adresu. Ako takav server na mreži postoji i ispravno je podešen, nakon primitka spomenutog zahtjeva odgovorit će s DHCPOFFER porukom koja porvrđuje postojanje DHCP servera i raspoloživih IP adresa na njemu. Ako klijent želi prihvatiti ponuđenu uslugu šalje DHCP serveru poruku DHCPREQUEST da bi rezervirao IP adresu, a server odgovara s DHCPACK potvrdom i dodjelom adrese na određeno vrijeme. Ograničeno vrijeme „najma“ adese osigurava da će klijent nakon njegovog isteka provjeriti s DHCP serverom ima li kakvih promjena u konfiguraciji. 
Moguće je, naravno, da je server podijelio sve raspoložive adrese pa će u tom slučaju zahtjev DHCPREQUEST odbiti s DHCPNACK porukom nakon čega se uređaj vraća u INIT stanje. 
DHCP Renew
Ovisno o serveru, ali načelno na polovici vremena najma (istek T1 timera) uređaj će u RENEWING stanju ponovno kontaktirati DHCP server kako bi obnovio najam i tako ostao u komunikaciji s ostalim uređajima na mreži. Taj se proces događa automatski i za njega nije potrebna nikakva interakcija korisnika.
Proces je sličan "DHCP Lease" proceduri samo što se više ne šalje DHCPDISCOVER nego DCPREQUEST direktno prema DHCP serveru od kojeg smo dobili adresu, a uređaju će najčešće biti dopušteno da koristi adresu koju je već imao, za sljedeći „lease time“ period. Ako se obnova adrese iz nekog razloga ne izvrši korektno, uređaj prestaje koristiti adresu koju je imao.
DHCP Rebind
Ako istekne 7/8 vremena najma (istek T2 timera) a uređaj nije uspio obnoviti adresu, u REBINDING stanju se pokreće proces „Lease Rebind“ koji je kreće s DHCPREQUEST porukom na broadcast adresu no ovaj puta potpisanom s još važećom adresom.ostatak procedure je jednak INIT stanju.
DHCP Timeout
Klijentski uređaji imaju zadano maksimalno vrijeme čekanja na odgovor DHCP servera nakon kojeg, ovisno o načinu na koji su konfigurirani, sami sebi dodjeljuju IP adresu iz APIPA raspona, odspajaju se s mreže ili čekaju ponovni pokušaj traženja DHCP servera.

## Vanjske poveznice
- DHCP protokol